# كرة القدم في الألعاب الآسيوية 2002
عقدت كرة القدم في دورة الألعاب الآسيوية 2002 في بوسان، كوريا الجنوبية، من 27 سبتمبر إلى 13 أكتوبر 2002.
الحد العمري لفرق الرجال يقل عن 23 سنة، وهو نفس الحد العمري في مسابقات كرة القدم في الألعاب الأولمبية، في حين يسمح لكل تشكيلة بثلاثة لاعبين تجاوزوا هذا السن.

## الفائزون بالميداليات
| الحدث   | الذهبية | الفضية | البرونزية |
| ------- | --- | --- | --- |
| الرجال  | إيران · إبراهيم ميرزابور · Mehdi Amirabadi · يحيى غلمحمدي · Saeid Lotfi · جواد نكونام · إيمان مبعلي · جواد كاظميان · علي دائي · علي رضا واحدي نيكبخت · مهدي رحمتي · حسين كعبي · محرم نويدكيا · أبو الفضل حاجي زاده · Mohsen Bayatinia · علي بداوي · Siavash Akbarpour · جلال كاملي مفرد · محمد نصرتي · حميد عزيز زاده · إرشاد يوسفي | اليابان · يوسوكي فوجيكيا · تيرويوكي مونيوا · شوهي إيكيدا · دايسوكي ناسو · يويتشي كومانو · يوكي آبي · يوشيتو أوكوبو · كازويوكي موريساكي · دايسوكي ماتسوي · ريويتشي مايدا · تاتسويا تاناكا · يويتشي نيموتو · كييتا سوزوكي · ناوهيرو إيشيكاوا · هيكارو ميتا · تاكويا نوزاوا · هيوم تاناكا · تاكايا كوروكاوا · ساتوشي ناكاياما · تاكيشي أوكي | كوريا الجنوبية · إي أون جاي · تشو بيونغ كوك · هيون يونغ مين · Park Yo-seb · كيم يونغ تشول · بارك جونغ-هو · Byun Sung-hwan · كم دو هيون · إي تشون سو · باك جي سونغ · تشوي تاي أوك · إي يونغ بيو · كم دونغ جن · Park Kyu-seon · جو سونغ هوان · كم يونغ داي · تشوي سونغ كوك · كيم إيون-غونج · بارك دونج هيوك · إي دونغ غك |
| السيدات | كوريا الشمالية · Ri Jong-hui · Yun In-sil · Jo Song-ok · Sin Kum-ok · Ra Mi-ae · Ri Kum-suk · Pak Kum-chun · Ho Sun-hui · Jin Pyol-hui · Yun Yong-hui · Jang Ok-gyong · Song Jong-sun · O Kum-ran · Ri Un-gyong · Yang Kyong-hui · Chon Kyong-hwa · Ri Hyang-ok · Kim Un-ok                                                         | الصين · Xiao Zhen · سن روي · لي جي · Gao Hongxia · Fan Yunjie · Zhao Lihong · Pu Wei · باي ليلي · باي جي · سن وين · Xie Caixia · Zhou Xiaoxia · Meng Jun · Bi Yan · Ren Liping · Liu Yali · بان لينا · تشاو يان | اليابان · نوزومي ياماغو · يوكا ميازاكي · يوشي كاساشيما · ياسويو ياماغيشي · تومو كاتو · يومي آبي · يايكو كوباياشي · ميتو ناكاشي · تومومي مياموتو · هوماري ساوا · ميه أوتاني · ماي أيزاو · كاناكو إيتو · ميتو أيساكا · ناوكو كواكامي · ميوكي ياناغيتا · كارينا مارويوما · ميهو فوكوموتو                                  |

## جدول الميداليات
| الترتيب | منتخب          | ذهبية | فضية | برونزية | المجموع |
| ------- | -------------- | ----- | ---- | ------- | ------- |
| 1       | إيران          | 1     | 0    | 0       | 1       |
| 1       | كوريا الشمالية | 1     | 0    | 0       | 1       |
| 3       | اليابان        | 0     | 1    | 1       | 2       |
| 4       | الصين          | 0     | 1    | 0       | 1       |
| 5       | كوريا الجنوبية | 0     | 0    | 1       | 1       |
| المجموع | المجموع        | 2     | 2    | 2       | 6       |

## القرعة
| المجموعة أ - كوريا الجنوبية - ماليزيا - المالديف - عمان | المجموعة ب - الإمارات العربية المتحدة - فيتنام - اليمن - تايلاند | المجموعة ج - الصين - الهند - بنغلاديش - تركمانستان |

| المجموعة د - اليابان - أوزبكستان - البحرين - الأردن* | المجموعة ر - إيران - قطر - لبنان - منغوليا* | المجموعة س - الكويت - طاجيكستان* - هونغ كونغ - باكستان |

* انسحبت منغوليا والأردن من المسابقة واستعيض عنهما بأفغانستان وفلسطين. أما طاجيكستان فقد علقها الاتحاد الدولي لكرة القدم وحلت محلها كوريا الشمالية.

## الترتيب النهائي

### الرجال
| مرتبة  | فريق                     | لعب | فاز | تعادل | خسر | له | عليه | الفارق | نقاط |
| ------ | ------------------------ | --- | --- | ----- | --- | -- | ---- | ------ | ---- |
| الأول  | إيران                    | 6   | 4   | 2     | 0   | 16 | 2    | +14    | 14   |
| الثاني | اليابان                  | 6   | 5   | 0     | 1   | 13 | 4    | +9     | 15   |
| الثالث | كوريا الجنوبية           | 6   | 5   | 1     | 0   | 17 | 2    | +15    | 16   |
| 4      | تايلاند                  | 6   | 4   | 0     | 2   | 10 | 7    | +3     | 12   |
| 5      | الصين                    | 4   | 3   | 0     | 1   | 9  | 1    | +8     | 9    |
| 5      | الكويت                   | 4   | 3   | 0     | 1   | 9  | 1    | +8     | 9    |
| 7      | البحرين                  | 4   | 2   | 0     | 2   | 10 | 6    | +4     | 6    |
| 8      | كوريا الشمالية           | 4   | 2   | 0     | 2   | 7  | 4    | +3     | 6    |
| 9      | عمان                     | 3   | 2   | 0     | 1   | 8  | 5    | +3     | 6    |
| 10     | الهند                    | 3   | 2   | 0     | 1   | 6  | 3    | +3     | 6    |
| 11     | قطر                      | 3   | 1   | 2     | 0   | 13 | 2    | +11    | 5    |
| 12     | لبنان                    | 3   | 1   | 1     | 1   | 12 | 3    | +9     | 4    |
| 13     | الإمارات العربية المتحدة | 3   | 1   | 1     | 1   | 3  | 4    | −1     | 4    |
| 14     | هونغ كونغ                | 3   | 1   | 0     | 2   | 4  | 3    | +1     | 3    |
| 15     | اليمن                    | 3   | 1   | 0     | 2   | 3  | 5    | −2     | 3    |
| 16     | أوزبكستان                | 3   | 1   | 0     | 2   | 2  | 4    | −2     | 3    |
| 17     | ماليزيا                  | 3   | 1   | 0     | 2   | 3  | 6    | −3     | 3    |
| 18     | تركمانستان               | 3   | 1   | 0     | 2   | 4  | 8    | −4     | 3    |
| 19     | فيتنام                   | 3   | 0   | 1     | 2   | 0  | 5    | −5     | 1    |
| 20     | بنغلاديش                 | 3   | 0   | 0     | 3   | 1  | 9    | −8     | 0    |
| 21     | فلسطين                   | 3   | 0   | 0     | 3   | 0  | 9    | −9     | 0    |
| 22     | المالديف                 | 3   | 0   | 0     | 3   | 1  | 12   | −11    | 0    |
| 23     | باكستان                  | 3   | 0   | 0     | 3   | 0  | 14   | −14    | 0    |
| 24     | أفغانستان                | 3   | 0   | 0     | 3   | 0  | 32   | −32    | 0    |

### السيدات
| مرتبة  | فريق           | لعب | فاز | تعادل | خسر | له | عليه | الفارق | نقاط |
| ------ | -------------- | --- | --- | ----- | --- | -- | ---- | ------ | ---- |
| الأول  | كوريا الشمالية | 5   | 4   | 1     | 0   | 8  | 0    | +8     | 13   |
| الثاني | الصين          | 5   | 3   | 2     | 0   | 11 | 3    | +8     | 11   |
| الثالث | اليابان        | 5   | 3   | 1     | 1   | 8  | 3    | +5     | 10   |
| 4      | كوريا الجنوبية | 5   | 2   | 0     | 3   | 6  | 8    | −2     | 6    |
| 5      | تايبيه الصينية | 5   | 0   | 1     | 4   | 2  | 7    | −5     | 1    |
| 6      | فيتنام         | 5   | 0   | 1     | 4   | 2  | 16   | −14    | 1    |

## وصلات خارجية
- الموقع الرسمي